# 摩擦症

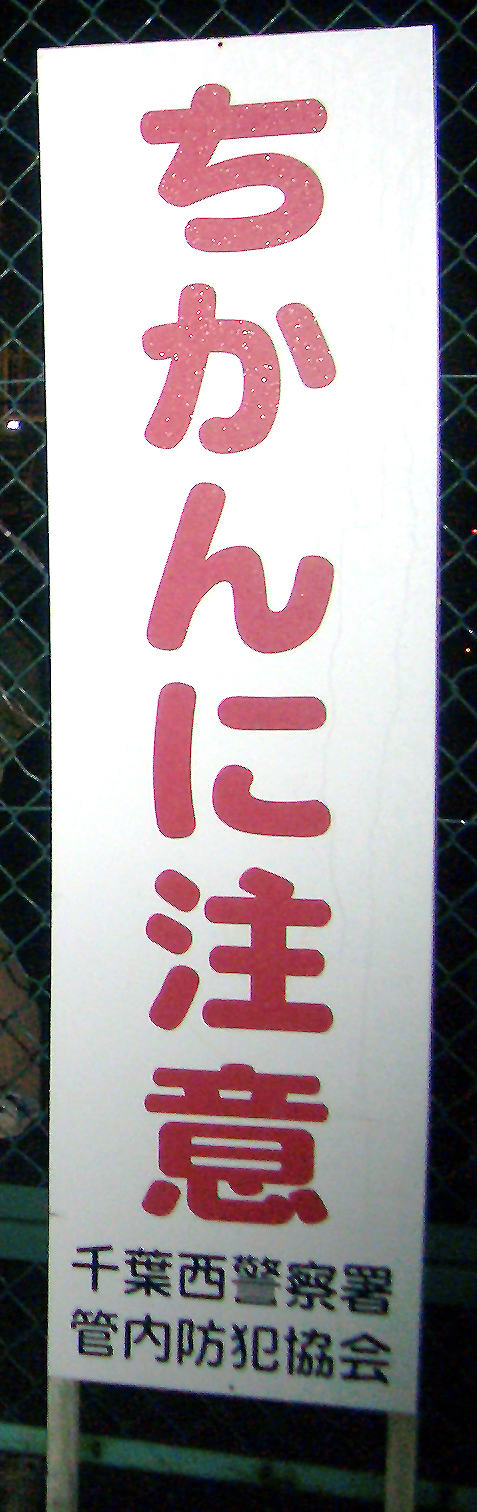
日本千叶县自行车停车场外的告示牌警告“小心变态”

摩擦症，又称挤恋、挨擦癖（frottage，frotteurism），指在拥挤的场所故意摩擦他人，甚至用性器官碰撞他人的身体，并可伴有自慰等性刺激来达到性兴奋的人。
摩擦癖者通常在人多拥挤的公共空間，以自己的性器官去摩擦、挤压陌生人的身体，从中获得性满足。有的摩擦癖者在摩擦他人的身体时，不需要暴露自己的生殖器就能够得到快感与满足；而有的摩擦癖者则需要露出生殖器直接摩擦于他人的身体方可获得性的快感与满足。通常，摩擦癖者把摩擦的部位选择在他人的臀部，也有的人在他人身体的任何部位摩擦均可产生性兴奋。
摩擦癖的形成原因不甚明了。